# Hoàng Văn Thụ (Bắc Giang)
Hoàng Văn Thụ is een phường in de stad Bắc Giang, in de Vietnamese provincie Bắc Giang. De provincie Bắc Giang ligt in het noordoosten van Vietnam, wat ook wel Vùng Đông Bắc wordt genoemd.
Stad: Bắc Giang (stad)

Phường: Trần Phú · Ngô Quyền · Lê Lợi · Hoàng Văn Thụ · Mỹ Độ · Trần Nguyên Hãn · Thọ Xương

Xã: Dĩnh Kế · Xương Giang · Đa Mai · Song Mai · Tân Mỹ · Song Khê · Đồng Sơn · Dĩnh Trì